# Кальдани, Леопольдо Марко Антонио
Леопольдо Марко Антонио Кальдани (итал. Leopoldo Marc-Antonio Caldani; 21 ноября 1725, Болонья —  30 декабря 1813, Падуя) — итальянский анатом.

## Биография
С 1755 г. - профессор медицины в Болонье, затем слушал Морганьи и в 1760 вернулся в Болонью, затем переехал в Венецию, а отсюда был приглашен в Падую в качестве профессора теоретической медицины.
Кальдани приобрёл известность своими исследованиями над раздражительностью (Болонья, 1757); главные его работы «Icones anatomicae» (4 т., Венеция, 1801—1814, новое издание в 1823) и «Explicatio iconum anatomicarum» (5 т., Венеция, 1802—1814), изданные им вместе с его племянником, Флорианом Кальдани. Помимо этого, Кальдани написал несколько учебников (патологии, анатомии, физиологии, семиотики).